# Goalpost

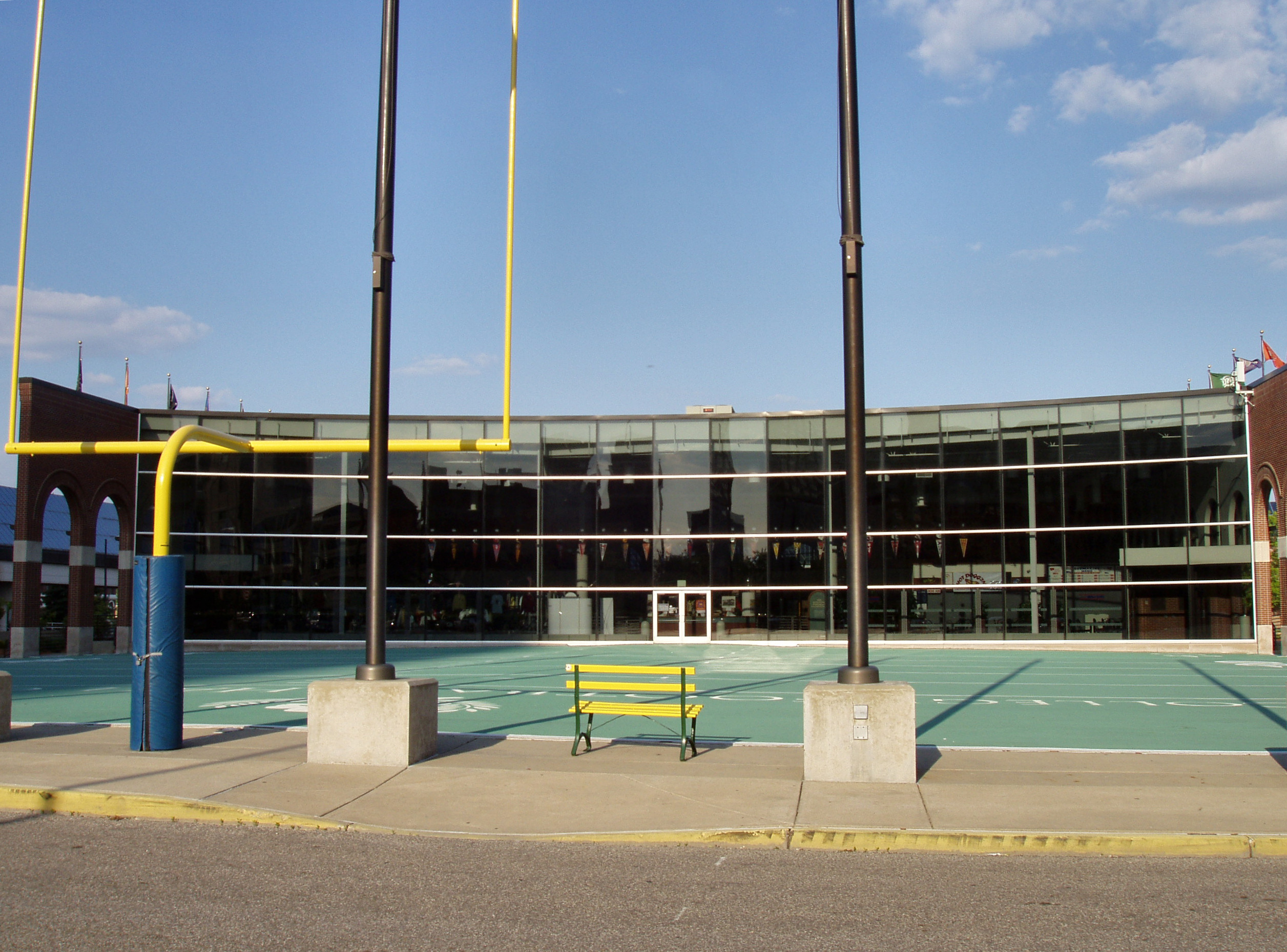
Un goalpost de fútbol americano resaltado en color amarillo.

Un goalpost es un anglicismo usado en el fútbol americano y canadiense, traducido al español como "poste" (de gol).
En español, es común que se les nombre de acuerdo a su estructura: "H" (hache) o "Y" (Y griega), que son las formas más comunes de su elaboración. 

## Características
En este deporte, el término se refiere a múltiples postes conectados que sirven para los goles de campo. Uno de los postes es la base que sostiene los demás, puesto en posición vertical al final de la zona de anotación.  Encima de este, hay un poste horizontal, perpendicular al primero, cuyo punto medio se conecta con la base vertical. Los últimos dos son postes verticales, paralelos en comparación uno a otro, que se conectan a los extremos del poste horizontal. Si el balón pateado pasa sobre la parte horizontal y entre los postes verticales, se marcan tres puntos (como gol de campo) o un punto (en caso de que siga como resultado de un touchdown, llamado "punto extra").